# Мраморная бухта
Мраморная бухта (бухта Луна) — изгиб берега Чёрного моря, находится на расстоянии 2,5 км к востоку от мыса Фиолент. Это часть Мраморной балки, которая начинается от подножия Кая-Башскои гряды. Балка получила своё название вследствие добычи розового известняка, похожего на мрамор. От названия балки происходит и название бухты.